# Дулино (Курганская область)
Дулино — село в Целинном муниципальном округе Курганской области России.

## География
Село находится на юго-западе Курганской области, в пределах юго-западной части Западно-Сибирской равнины, в лесостепной зоне, на берегах реки Кочердык, на расстоянии примерно 2 километров (по прямой) к востоку от села Целинного, административного центра округа. Абсолютная высота — 128 метров над уровнем моря.

### Климат
Климат характеризуется как резко континентальный, с холодной продолжительной малоснежной зимой и жарким сухим летом. Средняя продолжительность безморозного периода составляет 113 дней. Среднегодовое количество атмосферных осадков — 397мм.

## История
До 1917 года входило в состав Ново-Кочердыкской волости Челябинского уезда Оренбургской губернии. По данным на 1926 год деревня Дулина состояла из 266 хозяйств. В административном отношении являлась центром Дулинского сельсовета Усть-Уйского района Челябинского округа Уральской области.

## Население
| 1989 | 2002 | 2010 |
| ---- | ---- | ---- |
| 513  | ↘467 | ↘413 |

По данным переписи 1926 года в деревне проживало 1097 человек (484 мужчины и 613 женщин), в том числе: русские составляли 96 % населения.

### Гендерный состав
По данным Всероссийской переписи населения 2010 года в гендерной структуре населения мужчины составляли 46,5 %, женщины — соответственно 53,5 %.

### Национальный состав
Согласно результатам Всероссийской переписи населения 2002 года, в национальной структуре населения русские составляли 91 %.